# Рогинский, Борис Арсеньевич
Бори́с Арсе́ньевич Роги́нский (род. 30 июня 1972, Ленинград) — российский философ и литератор. Кандидат философских наук.

## Биография
Сын историка Арсения Рогинского и Натальи Рогинской. Окончил РГПУ им. Герцена. Кандидат философских наук (тема диссертации — «Эстетика трагического у Альфреда Хичкока»). Преподаёт русский язык и литературу и английский язык в Санкт-Петербургской классической гимназии.
C 1998 года регулярно публикуется в журнале «Звезда»: критические статьи под собственным именем, эссе о литературе, написанные в соавторстве с Игорем Булатовским, под общим псевдонимом Рейн Карасти (часть из них вошла в сборник «Человек за шторой», 2004).
В 2006 году совместно с Мариной Жежеленко опубликовал книгу «Мир Альфреда Хичкока». Во второй части книги, написанной Рогинским, даётся подробный анализ фильмов «39 ступеней» и «Головокружение».
Подготовил к изданию полное собрание стихотворений Роальда Мандельштама (2006).
В 2011 выпустил книгу эссе о современной литературе, кино, фотографии и конкурсе исторических работ старшеклассников «Человек в истории. Россия. XX век».
Выступает также в прессе с публицистикой правозащитного характера.

## Книги
- История ленинградской неподцензурной литературы: 1950—1980-е гг. Сборник статей / Составители Б. И. Иванов, Б. А. Рогинский. — СПб.: «Деан», 2000. — 176 с. — автор статей об Иосифе Бродском («Бродский и джаз») и Роальде Мандельштаме[7].
- Борис Рогинский, Игорь Булатовский. Человек за шторой. Истории о критиках, читателях и писателях. — М.: «Новое литературное обозрение», 2004. — 280 с. — ISBN 5-86793-271-0.
- Марина Жежеленко, Борис Рогинский. Мир Альфреда Хичкока. — М.: «Новое литературное обозрение», 2006. — 288 с. — (Кинотексты). — 2000 экз. — ISBN 5-86793-454-3.
- Борис Рогинский. Пцу-пцу. — М.: «Новое литературное обозрение», 306. — (Критика и эссеистика). — ISBN 978-5-86793-839-0.